# Etnisch-culturele minderheid
Een etnisch-culturele minderheid is de benaming voor een duidelijk onderscheiden bevolkingsgroep die een minderheid vormt in het land of de staat waarin ze verblijft. Dat kan een autochtone bevolkingsgroep zijn, soms zelfs een groep die langer ter plaatse woont dan de huidige meerderheid van de bevolking. Men denke aan de oorspronkelijke bevolking van Amerika, Australië en Nieuw-Zeeland. In Midden- en Oost-Europa zijn etnische minderheden bevolkingsgroepen die een andere achtergrond hebben dan die van het huidige staatsvolk. Grensverschuivingen deden zulke minderheden ontstaan wanneer hun woongebied onder een ander staatsgezag terechtkwam, en dat was vooral het geval in de periode van 1919 tot 1921, toen de multinationale Habsburgse monarchie werd verdeeld in een aantal nationale staten. De Hongaren in Slowakije, Servië en Roemenië behoorden vóór 1919 tot het meerderheidsvolk in het Hongaarse koninkrijk, maar toen hun woongebied van Hongarije werd afgescheiden werden ze minderheden. In dat laatste geval zal men overigens eerder van nationale minderheden moeten spreken omdat deze Hongaarse bevolking een Hongaars nationaal bewustzijn heeft behouden. De Donau-Zwaben in datzelfde Hongaarse koninkrijk, maar ná 1919 woonachtig in de nieuwe staten die delen van Hongarije toegewezen kregen - Roemenië en Joegoslavië - zijn wat herkomst en taal betreft een etnische groep gebleven, hoewel in de nationaalsocialistische tijd met bepaald succes gepoogd werd om ze een (Duits) nationaal bewustzijn bij te brengen.
In West-Europa, en vooral in Nederland, wordt met de term etnische minderheden doorgaans verwezen naar recente immigranten, maar het kan ook inheemse minderheden als bijvoorbeeld de Friezen omvatten. Het zal duidelijk zijn dat de term diverse ladingen dekt, al naargelang het land waarin men ze toepast. Dat leidt dan ook makkelijk tot misverstanden en daarom is de term 'etnisch' wetenschappelijk niet zonder definiëring vooraf te gebruiken.
De etnisch-culturele minderheden worden in Nederland en Duitsland genoemd naar hun respectieve landen van herkomst. Zo spreekt men over Turken voor de in Nederland of Duitsland wonende mensen van Turkse afkomst, zelfs al hebben zij de  Nederlandse respectievelijk Duitse nationaliteit. Overigens is dit hun tweede nationaliteit omdat zij als regel hun eerste, die van het land van oorsprong, behouden. Zo heeft men het over het hebben van een dubbele nationaliteit.
De term etnische minderheid is in Nederland en Vlaanderen in hoge mate identiek geworden met allochtonen, maar blijft ruimer dan de term immigranten. Dat is zeker het geval in traditionele immigratielanden waar alleen de eerste generatie als immigrant geldt. Daartegenover behouden etnisch-culturele minderheden (een deel van) hun cultuur en vormen zij een gemeenschap die meerdere generaties omvat. In de discussie daarover wordt gesteld dat het begrip etnisch-culturele minderheid daarom alle immigranten én hun nakomelingen dient te omvatten zolang deze laatsten zich expliciet als dusdanig beschouwen.
In vele staten verenigen de etnisch-culturele minderheden zich voor hun politieke organisatie en belangenbehartiging. Zo vertegenwoordigt het Vlaamse Minderhedenforum een 15-tal federaties van verenigingen van etnisch-culturele minderheden waaronder Marokkanen, Turken, Italianen, Latijns-Amerikanen, Russen en ettelijke andere. Daar noemt men deze groepen ook wel allochtonen of nieuwe Vlamingen.
In vele democratische staten bestaat er een specifiek beleid voor de etnisch-culturele minderheden. In de Europese Unie is voor de autochtone etnische minderheden een Europees Handvest voor Regionale of Minderheidstalen (European Charter for Regional or Minority Languages) opgesteld, waarin immigranten-minderheden uitdrukkelijk zijn uitgesloten. Dit geeft aan dat etnisch-culturele minderheden met een allochtone achtergrond niet verward mogen worden met autochtone historische etniciteiten. Begripsverwarring is pas ontstaan toen men (in Nederland) de immigranten, eerst uit zuidelijk Europa, daarna uit de islamitische landen en de Derde Wereld, exclusief als etnisch ging betitelen. 
Omdat zij het Nederlandse staatsburgerschap bezaten en van (gedeeltelijk) Nederlandse afkomst waren, zijn de geïmmigreerde Indische Nederlanders (tegenwoordig abusievelijk Indonesiërs genoemd) niet als immigranten noch als etnische minderheid te beschouwen.